# باتس
باتس أو باتس عند البحر أو حرفيًا باتس سُر مَير هي بلدية في مقاطعة لوار الأطلسية في غرب فرنسا .